# Provenchère (Doubs)
Provenchère é uma comuna francesa na região administrativa de Borgonha-Franco-Condado, no departamento de Doubs. Estende-se por uma área de 6,97 km². Em 2010 a comuna tinha 140 habitantes (densidade: 20,1 hab./km²).